# 穆罕默德·巴日达雷维奇
穆罕默德·巴日达雷维奇（1960年9月28日—），波斯尼亚和黑塞哥维那男子足球运动员。他曾代表南斯拉夫国奥队参加1984年夏季奥林匹克运动会足球比赛，获得一枚铜牌。